# San-Roque-Talsperre
Die San-Roque-Talsperre ist eine große Talsperre am Fluss Agno auf den Philippinen. Der Staudamm ist mit 200 m Höhe und 1130 m Länge der größte in Südostasien, der drittegrößte Asiens und der zwölftgrößte Steinschüttdamm der Welt.
Das Staudammprojekt in der Provinz Pangasinan auf Luzon wird San Roque Multi-Purpose Dam Project (SRMDP) genannt. Es dient der Bewässerung von 21.000 Hektar Landfläche, dem Hochwasserschutz und der Stromerzeugung. Der Stausee fasst im Normalbetrieb etwa 525 Millionen Kubikmeter und ist 12,8 Quadratkilometer groß. Bei großem Wasserzufluss, etwa nach starken Regenfällen, können weitere 120 Millionen Kubikmeter Wasser vom Stausee aufgenommen werden. Er reicht bis nach Itogon in der Provinz Benguet. Mit dem gespeicherten Wasser wird eine Wasserkraftanlage mit 435 MW Leistung betrieben, die pro Jahr etwa 1000 GWh Strom erzeugt.
Der 200 m hohe Staudamm besteht aus Steinschüttmaterial. Er wurde in den Jahren 1994 bis 2004 bei San Manuel und San Nicolas etwa 200 km nördlich von Manila errichtet. Die eigentlichen Bauarbeiten haben im Mai 1998 begonnen. Das normale Stauziel liegt 280 Meter über Meereshöhe, aber bei einem Taifun kann die Stauanlage auch eine Stauhöhe von 290 Metern vertragen. Im August 2002 begann man bereits mit der Füllung des Stausees.

## Bau und Betrieb
Gebaut wurde der Staudamm von der San Roque Power Corporation (SRPC), damals einem Joint-Venture der japanischen Konzerne Marubeni Corporation (50 %) and Kansai Electric Power Co. Ltd. (50 %). Die SRPC ist eine auf den Philippinen ansässige Aktiengesellschaft und seit dem 1. Mai 2003 für einen Zeitraum von 25 Jahren auch für den Betrieb und die Wartung des San Roque Damms zuständig. Das gesamte Projekt ist als Build-Operate-Transfer (BOT) Modell konzipiert und es besteht ein 25 Jahre laufender Vertrag über die Stromabnahme mit der National Power Corporation (NPC), einem staatlichen Energieversorger der Philippinen.
Die Anteilseigner an der SRPC haben sich seither etwas verändert, aktuell sind dies die KPIC Netherlands B.V. (KPN) (50 %), eine niederländische Tochtergesellschaft der japanischen Kansai Electric Power Co. Inc., Sithe Philippines Holdings, Inc. (30 %) and Mizuho Marubeni Leasing Corporation (20 %).
Die Talsperre verfügt über eine Hochwasserentlastung mit sechs voneinander unabhängigen Verschlüssen, um ein Überströmen des Dammes zu verhindern. Sie wurde für ein 100-jährliches Hochwasser mit einem Abfluss von 12.800 m³/s ausgelegt. Sie ist 800 Meter lang, 100 Meter breit und überwindet einen Höhenunterschied von 165 Metern. Von 1999 bis Mitte 2002 dauerte es, den dafür nötigen Boden bis zum tragfähigen Fels auszuheben. Zwei Jahre lang wurden danach 530.000 Kubikmeter Beton eingebaut. Die beiden zugehörigen Stollen zur Wasserzu- und -ableitung sind jeweils über 1200 Meter lang.
Wie alle größeren Staudämme der Philippinen wird auch der San Roque Damm vom philippinischen Wetterdienst PAGASA überwacht. In enger Abstimmung mit dem Energieversorger NPC werden ständig Wetterdaten analysiert und bei drohenden Überflutungssituationen dem Staudammbetreiber SRPC Vorgaben übermittelt, wann und wie weit die Überlaufverschlüsse des Damms geöffnet werden müssen.
Ab 2011 wurde unterhalb der San Roque Talsperre mit dem Bau eines weiteren Rückhaltereservoirs begonnen. Ziel dieser Einrichtung des Lower Agno River Irrigation Systems ist es, in Zeiten hoher Stromproduktion am San Roque Damm mit großen Mengen abfließenden Wassers, einen Teil dieses Wasser zurückzuhalten, um es für die Bewässerung verfügbar zu machen. Dieses 2014 fertiggestellte Reservoir kann bis zu 4 Millionen Kubikmeter Wasser aufnehmen und zur Bewässerung von bis zu 55.000 Hektar landwirtschaftlicher Fläche genutzt werden. 

## Kritik am Projekt
Der Agno wurde schon immer von dem indigenen Volk der Ibaloi in Benguet als heilig angesehen. Das Flusstal ist ihr kulturelles Herzland und beherbergt ihre Bauernhöfe, Wohnhäuser und kleinen Minen seit mindestens 500 Jahren. Der San-Roque-Damm wird auf Dauer die Heimat, die Gemeinschaft und den Lebensunterhalt der Ibaloi zerstören. Deshalb sind die meisten der 35.000 Ibaloi, ebenso die Kankanaey und Kalanguya, die auch dort leben, schärfste Gegner des Staudamms. Sie sind auch besorgt, dass es im Einzugsgebiet verstärkt zu Hochwasser und Sedimenttransport wegen der Bergbautätigkeit kommen wird, wodurch ihre Häuser und Begräbnisstätten überflutet würden und dies einen negativen Einfluss auf die Wasserqualität haben würde.
Bisher sind mehr als 600 Familien ausgewiesen worden, um Platz für den Stausee zu machen. Viele kämpfen in den neuen Quartieren in den Neuansiedlungen ums Überleben und haben kein Land zu ihrer Versorgung. Weitere 200 Familien mussten dem Aushub an der Dammbaustelle weichen. Sie wurden gezwungen, ihr Land zu verlassen. Nach den Richtlinien des Projektanten, der japanischen Bank Japan Bank for International Cooperation (JBIC), müssen die Umgesiedelten zwar Mittel für ihren Lebensunterhalt bekommen, aber die von San Roque betroffenen haben es nicht. Die Talsperre soll in vielen Dingen auch nicht den Empfehlungen und Prinzipien der Weltkommission für Staudämme (World Commission on Dams, WCD) entsprechen.
Schon vor der Fertigstellung war geplant, dass die Talsperre nach dem Bau der San Roque Power Corporation (SRPC) zum Betrieb übergeben wird. Diese Gesellschaft ist ein Gemeinschaftsunternehmen hauptsächlich ausländischer Gesellschaften. Das ganze Projekt wird von japanischen Banken finanziert. Die Vertragsbedingungen sind angeblich so gestaltet, dass die Philippinische Regierung im Verhältnis zum Nutzen zu viel Risiken und Verantwortung trägt. Der Philippinische Stromabnehmer NPC muss, wie es heißt, einen festen Monatspreis von mehr als 10 Millionen Dollar für die Bereitstellungskapazität zahlen, egal ob Strom produziert wird oder nicht.